# 中村紀夫
中村 紀夫（なかむら のりお、1927年10月4日 - 2020年1月27日）は、日本の医学者（医学博士）。専門は脳神経外科学。東京慈恵会医科大学名誉教授。藍綬褒章受章者。東京都神田淡路町出身。 父親の中村康（やすし、1898-1956）は、日本の視力検査法、検眼表、色盲検査表の発案に関わった日本医科大学眼科教授である。日本初の角膜移植手術を行い、後にアイバンクの設立に寄与している。

## 略歴
1951年に東京大学医学部附属病院に脳神経外科の外来部門が設置された曙期から、興隆期を経て最盛期に至る真只中で活躍した。「流水不濁、忙人不老」と題した1993年の定年退任記念講演では、「社会のニーズに応え、診療研究に全精力を傾倒し、その学識を次世代に伝え、医者冥利に尽きる」と述べている。
1961から67年の医局長時代はモータリゼーション勃興期で交通事故による頭部外傷の治療に粉骨砕身の中、恩師の清水健太郎教授から頭部外傷の研究を指導され、一生のテーマとした。
1963年、後輩の平川公義医師らに声をかけ、チームで神経外傷の実験に手を染める。頭蓋骨骨折の半定量的実験は第71回日本眼科学会宿題報告「頭部外傷による視力障害」(1967年)となった。外傷による脳の衝撃耐性を調べるに当たっては、動物実験に力学的分析が必要で、当初から東大工学部航空学科の林毅教授の教室との共同研究の形をとった。
1967年、日本自動車工業会の下部組織である日本自動車技術会人間工学研究会に設置されている「衝突時に人体(特に脳)におこる衝撃とその防止に関する」研究委員会に参加を依頼される。自動車の衝突時に人体特に脳における衝撃耐性とその防止は自動車設計の基礎であり、その数値が必要である。衝突障害分科会は改組され、1969年から10年間に渡り、茨城県谷田部の日本自動車研究所(JARI)で同じ活動を続けた。研究はレール上の台車に乗ったサルの衝突実験、並進加速度・加速加速度に分けた衝突実験などであった。東京大学脳神経外科助教授から東京慈恵会医科大学脳神経外科教授に就任してからも実験は引き継がれ、ヘルメットやシートベルトの開発につながった。
小児の頭部外傷にも造詣が深く、1973年日本小児神経外科学会（当時は研究会）立ち上げの立役者の一人だった。
病院での診療のほかに、交通事故や労災・スポーツ事故の診療や予防に専念し、1978年日本脳神経外傷学会（当時は研究会）事務局を東京慈恵会医科大学に立ち上げた。これは、1997年からの本邦初の頭部外傷データバンク事業や、1998年からの重傷頭部外傷・管理のガイドライン作成に中核課題として引き継がれている。
小児脳神経外科の分野では、乳幼児に特徴的な急性硬膜下血腫の発見者として有名である。1965年に発表した小児の3種類の頭蓋内出血の分類中、「つかまり立ちなどからの後部転倒をきっかけに発症する乳幼児急性硬膜下血腫」は後に「中村Ⅰ型」と呼ばれるようになった。当初の死亡例の剖検所見の蓄積や、手術例から、衝撃により架橋静脈の破綻を招き、急性硬膜下血腫を起こしていると看破した。世界初の乳幼児の頭の弱点の指摘・発見だった。当時は死亡や重い後遺症例が多く、日本脳神経外科学会では､1970年頃から最重要課題として取り組み、CT導入もあって、2000年以前に手術や術後管理もほぼ全国一定レベルに達し、予後も改善していた。本人の本病態の公式の記述は1992年を最後とする。
東京大学及び東京慈恵会医科大学での膨大な研究業績論文集や出版書籍は、ご遺族により2024年10月新潟大学附属図書館に寄贈され、「中村紀夫文庫」として収蔵されている。閲覧を希望される際は、新潟大学医歯学図書館あるいは新潟大学医学部法医学教室にご連絡下さい。　

## 経歴
- 1927年10月4日 東京都神田淡路町出身
- 1952年3月 東京大学医学部卒業、医学士
- 1953年3月 東京大学附属病院本院にて実地修練終了
- 1953年4月 第一外科（清水健太郎教授）・脳神経外科教室入局
- 1954年 医師免許証交付
- 1960年 医学博士の学位取得。頭部外傷における脳損傷発現の機構とneurovascular friction
- 1965年 東京大学脳神経外科学講師・外来医長
- 1967年 日本脳神経外科学会認定医
- 1969年 東京大学脳神経外科学助教授
- 1972年 東京慈恵会医科大学脳神経外科学教授
- 1993年 東京慈恵会医科大学定年退職 名誉教授
- 2020年1月27日 死去

## 研究会・学会活動
- 1975年 第3回日本小児神経外科研究会総会会長
- 1977年 第11回日本脳神経外傷研究会総会会長
- 1978年 第1回日本神経外傷研究会総会会長
- 1980年 第16回日本交通科学協議会総会会長
- 1985年 国際神経外傷委員会委員 日本代表
- 1989年 第49回日本脳神経外科学会総会会長
- 1990年 国際神経外傷カンファレンス会長
- 1994年 Australasia脳神経外科学会ﾆ｣ｵｹﾙAsia=Australasian Fellow(1994)
- 1994年 (社)日本交通科学協議会会長
- 1995年 国際神経外傷委員会委員(10年間) 日本代表辞任
- 2000年 日本学術会議会員
- 2002年 日本てんかん外科学会名誉会員
- 2003年 日本交通科学協議会会長辞任(9年間) 名誉会長・顧問
- 2003年 日本学術会議会員辞任(3年間)

## 著書
- 頭部外傷 急性期のメカニズムと診断 文光堂 1986
- 幼小児頭部外傷の特殊性ー診断と治療方針―（共著） 大日本製薬株式会社 1970
- 幼小児頭部外傷の特殊性―診断と治療方針―（共著） 藤原ＱＯＬ研究所 2021
- 小児の頭部外傷 日本神経外科学会卒後研修用サウンド・スライド集 第9巻（日本脳神経外科学会）
- 外傷性頭蓋内出血.松本悟、大井静雄編 臨床小児脳神経外科学 p415-421,1992

## 論文
- 中村紀夫：125歳になった日本の頭蓋脳外傷の外科 神経外傷２５：1-6,2002
- 中村紀夫：日本の頭部外傷外科の夜明け 日外傷会誌23：357-369,2009
- 中村紀夫、小林茂、平川公義、山田久、神保実：小児の頭部外傷と頭蓋内血腫の特徴 第Ⅱ報 急性・亜急性頭蓋内血腫.脳と神経17:785-794,1965

## 公職の役職（主なもの）
- 1967年 日本保安用品境界 乗用車安全帽JIS改正委員会委員
- 1976年 通産省日本工業標準調査会臨時委員乗車用安全帽専門委員
- 1984年 自動車保険料率算定顧問
- 2001年 （財）自賠責運用収益使途選定委員会委員
- 2001年 運輸省高次脳機能検討委員
- 2001年 （財）自賠責保険・共済紛争処理機構 理事
- 2002年 日本救急医療財団顧問

## 主要研究領域と受賞

### 主要研究領域
- 脳神経外傷――急性期、慢性期；発生機序；診断、治療など
- 脳卒中――急性期、慢性期の診断、治療、対策など
- 神経系の超音波診断

### 受賞
- 1966年 総合医学賞（医学書院） 慢性硬膜下血腫の発生機序
- 1974年 三浦医学研究振興財団 小児の頭部外傷
- 1984年 日本保安用品協会功労賞表彰
- 1989年 通商産業大臣表彰 工業標準化の功績
- 1989年 通商産業大臣表彰 認定制度普及の功績
- 1991年 関東脳神経外科懇話会功労賞
- 1993年 藍綬褒賞受賞（乗用車ヘルメットの研究・普及）

### 役職歴
- 東京慈恵会医科大学 名誉教授
- 日本脳神経外科学会 名誉会員
- 日本脳神経外傷学会 名誉会員
- 日本神経超音波学会 名誉会員
- 日本てんかん外科学会 名誉会員
- 日本災害医学会 功労会員
- Academia Eurasiana Neurochirurgica 会員
- 社団法人日本交通科学協議会 名誉会長・顧問
- 財団法人日本救急医療財団 顧問
- 財団法人日本脳神経財団 評議員・学術委員
- 財団法人自賠責保険・共済紛争処理機構 理事
- 財団法人自賠責運用益使途選定委員会 委員
- International Standard Organization(ISO)国内委員長（ヘルメット）

## 脚註
1. ↑  「中村紀夫追悼文集～ある脳神経外科医の足績～」による。
2. ↑  「中村紀夫教授　退任記念業績集」による。
3. ↑  「中村紀夫追悼文集～ある脳神経外科医の足績～」による。
4. ↑  「平川公義の回顧」による。